# Adriatico settentrionale – Emilia-Romagna
Adriatico settentrionale – Emilia-Romagna este o arie protejată (sit de importanță comunitară — SCI) din Italia întinsă pe o suprafață de 31.160 ha, integral marine.

## Localizare
Centrul sitului Adriatico settentrionale – Emilia-Romagna este situat la coordonatele 44°37′58″N 12°29′11″E / 44.6327°N 12.4865°E.

## Înființare
Situl Adriatico settentrionale – Emilia-Romagna a fost declarat sit de importanță comunitară în decembrie 2020 pentru a proteja 2 specii de animale.

## Biodiversitate
Situată în ecoregiunea continentală, aria protejată nu include niciun habitat protejat.
La baza desemnării sitului se află mai multe specii protejate:
- mamifere (1): delfin mare (Tursiops truncatus)
- reptile (1): Caretta caretta